# 木川理二郎
木川 理二郎（きかわ みちじろう、1947年（昭和22年）8月2日 - ）は、日本の実業家。日立建機相談役・元代表執行役社長。

## 経歴
- 福岡県出身
- 福岡県立修猷館高等学校、九州大学工学部卒業[1]
- 1970年4月 - 日立建設機械製造（同年10月に改組され日立建機となる）入社[2]
- 1992年2月 - 日立建機土浦工場生産技術部長就任
- 1995年5月 - 日立建機(中国)有限公司総経理就任[2]
- 1999年6月 - 同社董事総経理[2]
- 2001年6月 - 日立建機執行役員就任[2]
- 2002年6月 - 同社常務執行役員兼日立建機(中国)有限公司董事長就任
- 2003年4月 - 同社専務執行役員就任
- 2003年6月 - 同社執行役専務事業統括本部長就任
- 2005年4月 - 同社代表執行役・執行役副社長就任[2]
- 2005年6月 - 同社代表執行役・執行役副社長兼取締役就任[2]
- 2006年4月 - 同社代表執行役・執行役社長兼取締役就任[2]
- 2008年5月 - 日本建設機械工業会会長就任（2010年5月まで）
- 2012年6月 - 日立建機取締役会長就任[2]
- 2012年6月 - 日立製作所取締役就任[2]（2014年6月退任）
- 2014年6月 - 日立建機相談役就任[2]
- 2016年6月 - オリンパス取締役[2]
- 2017年11月 - 旭日重光章受章[3]